# Hexamitodera semivelutina
Hexamitodera semivelutina là một loài bọ cánh cứng trong họ Cerambycidae.